# الدوري الإيطالي لكرة القدم للسيدات
الدوري الإيطالي لكرة القدم للسيدات هو أعلى دوري لكرة القدم للسيدات في إيطاليا.تأسس الدوري في 1968 ويتكون حالياً من 12 فريق.يتأهل أول فريقين إلى دوري أبطال أوروبا للسيدات.